# Іванов Борис Олексійович
Борис Олексійович Іванов (нар. 22 грудня 1948) — український науковець, член-кореспондент Національної академії наук України, доктор фізико-математичних наук, професор, Лауреат Державної премії України в галузі науки і техніки 

## Біографія
Закінчив фізико-технічний факультет Харківського державного університету ім. М. Горького (1972). Після закінчення аспірантури в 1974 р. працював у Фізико-технічному інституті низьких температур, м. Харків на посадах молодшого наукового співробітника (1974–1978), старшого наукового співробітника (1978–1983). Потім працював в Інституті металофізики НАН України, м. Київ, на посадах завідувача лабораторії (1983–1992), провідного наукового співробітника (1992–1995). З 1995 р. працює в Інституті магнетизму НАН та МОН України [Архівовано 28 листопада 2020 у Wayback Machine.], м. Київ на посаді головного наукового співробітника.  Кандидатську дисертацію «О теории магнитных доменов» захистив у 1974 р. (науковий керівник — академік АН УРСР В. Г.  Бар'яхтар). Докторську дисертацію «Динамічні й топологічні солітони в магнетиках» захищено в 1983 р. Під керівництвом Б. О. Іванова успішно захистили кандидатські дисертації 14 пошукачів (3 з них — доктори наук).
Читає лекції з курсів Теоретична механіка, Фізика твердого тіла, Вибрані розділи теоретичної фізики та радіофізики та Фізика магнетизму (студентам Київського національного університету ім. Тараса Шевченка).
Автор 4 монографій, 8 оглядових робіт і понад 200 праць у реферованих виданнях , входить до топ-100 найцитованіших вчених України.
Член редколегії енциклопедичного словника "Фізика твердого тіла", К.: Наукова Думка , 1996–1998, рецензент багатьох міжнародних фізичних журналів.
Області наукових досліджень — солітони у твердому тілі, неодновимірні солітони, теорія магнітних доменних структур, магнітна релаксація, макроскопічні квантові ефекти, магнітні наночастинки, надшвидка динаміка спінів у магнетиках.

## Основні наукові результати
- вперше запропоновано рівняння σ-моделі для опису нелінійної динаміки антиферомагнетиків; описано значну кількість експериментів по руху доменних стінок в різноманітних магнітних матеріалах, зокрема, ортоферитах;
- побудовано нерівноважну термодинаміку солітонного газу в одновимірних магнітних системах, близьких до точно інтегровних; показано, що в точно інтегровних системах затухання відсутнє, але з'являється аномальна (неенштейнівська) дифузія;
- знайдено різноманітні стабільні статичні та динамічні двовимірні локалізовані магнітні солітони; досліджено солітонний внесок до термодинамічних властивостей магнетика;
- побудовано неньютонові рівняння для опису динаміки магнітних вихорів; передбачена наявність аномально низької частоти та дублетної структури для спектра магнонів для магнітних частинок у вихровому стані, що згодом спостерігалося експериментально;
- передбачено ефекти макроскопічного квантового тунелювання, зокрема тунельна зміна топологічного заряду для одновимірних і двовимірних солітонів (кінків і вихорів).[6]

## Окремі монографії і оглядові роботи
1. Б. А. Иванов. Мезоскопические антиферромагнетики: статика, динамика, квантовое туннелирование. ФНТ 31, 841–884 (2005)
2. V.G. Bar'yakhtar, M.V.Chetkin, B.A.Ivanov and S.N.Gadetskii. Dynamics of topological magnetic solitons.Experiment and theory. Springer Tracts in Modern Physics., V.129, 185pp., Springer-Verlag, 1994.
3. V.G. Bar'yakhtar and B.A. Ivanov, Soliton thermodynamics of low-dimensional magnets, Sov. Sci. Rev. Sec. A. — Phys., ed. by I. Khalatnikov, Vol. 16, 192 pp, Elsevier, Amsterdam (1992).
4. A.M. Kosevich, B.A. Ivanov and A.S. Kovalev, Magnetic solitons, Phys. Reports 194, 117–238 (1990).
5. V.G. Bar'yakhtar, B.A.Ivanov. Modern magnetism. The primer. Moscow: Nauka, 1986.-176p.
6. В. Г. Бар'яхтар, Б. А. Иванов. В мире магнитных доменов К.: Наукова думка, 1986.-160с.
7. В. Г. Барьяхтар, Б. А. Иванов, М. В. Четкин. Динамика доменных границ в слабых ферромагнетиках. УФН 146, 417–458 (1985).
8. А. М. Косевич, Б. А. Иванов, А. С. Ковалев. Нелинейные волны намагниченности. Динамические и топологические солитоны. К.: Наукова думка, 1983.-192с.

## Нагороди
Лауреат Державної премії України в галузі науки і техніки 2013 року — за цикл наукових праць «Нелінійні хвилі та солітони у фізиці конденсованого середовища» (у складі колективу).  Лауреат премії НАН України ім. О. С. Давидова (2005) за цикл робіт «Вихрова динаміка магнетиків» (разом з Д. Д. Шекою й О. С. Ковальовим) 